# Gunnar Tallberg
Gunnar Tallberg (Helsinque, 23 de dezembro de 1881 — 27 de agosto de 1931) foi um velejador finlandês, medalhista olímpico. Ele competiu nos Jogos Olímpicos de Verão de 1912 na classe 8 Metre e conquistou a medalha de bronze na disputa a bordo do Lucky Girl com Arthur Ahnger, Emil Lindh, Bertil Tallberg e Georg Westling.
Além de Bertil Tallberg, vários outros membros da família também participaram ativamente das regatas olímpicas. Seus netos Henrik, Johan e Peter Tallberg também navegaram, assim como seu Mathias Tallberg, filho de Peter.